# Segismundo de Nagy
Segismundo de Nagy (1872-1932) fue un pintor húngaro.

## Biografía
Habría nacido el 14 de marzo de 1872 según Rodríguez Codolá en la localidad de Nagy Bánya y se educó en Kolozsvár, desde donde partió a París, si bien volvería a tierras húngaras, en primera instancia a Budapest. Tras el estallido de la Primera Guerra Mundial, huyó de Centroeuropa, aterrizando en España. Allí pintó en localizaciones como Fuenterrabía, Pasajes, Toledo, Granada y Alcalá de Guadaira, y, más en general, Castilla, Andalucía, Levante, Cataluña y el norte de la península. Falleció en 1932.